# Dautenheim
Dautenheim ist einer von vier Stadtteilen der Stadt Alzey und wurde 1972 eingemeindet.

## Geografische Lage
Durch Dautenheim fließt die Weidas. Die Einwohnerzahl beträgt des Ortes beträgt ca. 500.
Nachbargemeinden sind:
- Hochborn
- Gau-Heppenheim
- Kettenheim

## Geschichte

### Vorgeschichte, Mittelalter und frühe Neuzeit
Ausgrabungen einer Villa rustica lassen auf eine Besiedlung in römischer Zeit schließen. Die älteste erhaltene Erwähnung von Dautenheim stammt von 781. Im Mittelalter befand sich von 1237 bis ca. 1563 bei Dautenheim das Kloster Weidas. Nach der Aufgabe des Klosters wurden die Steine 1584 zum Bau des Alzeyer Rathauses verwendet, so dass heute an das Kloster nur eine Gedenktafel an der Ortsausfahrt nach Kettenheim erinnert. Auch das Kloster Otterberg war im Ort begütert. Am Ende des Alten Reichs gehörte Dautenheim zur Kurpfalz und war dort dem Oberamt Alzey zugeordnet.

### Neuzeit
Nach der Einnahme des linken Rheinufers durch französische Revolutionstruppen wurde die Region 1793 von Frankreich annektiert.
Verzögert durch die Koalitionskriege wurde die Annexion erst nach 1797 konsolidiert und Dautenheim gehörte von 1798 bis 1814 zum Kanton Alzey im Departement Donnersberg. Gerichtlich war im Bereich des Kantons für die Zivilgerichtsbarkeit das Friedensgericht Alzey zuständig, für die Angelegenheiten der freiwilligen Gerichtsbarkeit im übrigen Notariate.
Aufgrund von 1815 auf dem Wiener Kongress getroffenen Vereinbarungen und eines 1816 zwischen dem Großherzogtum Hessen, Österreich und Preußen geschlossenen Staatsvertrags kam Rheinhessen, und damit auch die Gemeinde Dautenheim, zum Großherzogtum Hessen, das das neu erworbene Gebiet als Provinz Rheinhessen organisierte. Nach der Auflösung der Kantone in der Provinz kam der Ort 1835 zum neu errichteten Kreis Alzey, zu dem er bis 1969 gehörte.
Das Friedensgericht Alzey wurde 1879 aufgelöst und durch das Amtsgericht Alzey ersetzt.
Nach dem Zweiten Weltkrieg gehörte die Gemeinde zur französischen Besatzungszone und wurde 1946 Teil des neu gebildeten Landes Rheinland-Pfalz.
Am 22. April 1972 wurde Dautenheim in die Stadt Alzey eingegliedert.

## Politik

### Ortsbeirat
Dautenheim ist  als Ortsbezirk ausgewiesen und wird politisch von einem Ortsbeirat und einer Ortsvorsteherin vertreten.
Der Ortsbeirat besteht aus sieben Ortsbeiratsmitgliedern. Bei der Kommunalwahl am 9. Juni 2024 wurden die Beiratsmitglieder in einer Mehrheitswahl gewählt. Bis zur Wahl 2009 wurde der Ortsbeirat per Verhältniswahl festgelegt:
| Wahl | SPD               | CDU               | FWG               | Gesamt  |
| 2024 | per Mehrheitswahl | per Mehrheitswahl | per Mehrheitswahl | 7 Sitze |
| 2019 | per Mehrheitswahl | per Mehrheitswahl | per Mehrheitswahl | 7 Sitze |
| 2014 | per Mehrheitswahl | per Mehrheitswahl | per Mehrheitswahl | 7 Sitze |
| 2009 | 3                 | 2                 | 2                 | 7 Sitze |
| 2004 | 3                 | 2                 | 2                 | 7 Sitze |

### Ortsvorsteher
Als Ortsvorsteherin wurde Kornelia Kopf (SPD) am 26. Mai 2019 mit 87,35 % gewählt. Sie ist Nachfolgerin von Wolfram Schäfer, der nicht mehr kandidiert hatte. Bei der Direktwahl am 9. Juni 2024 wurde sie als einzige Bewerberin mit 78,4 % für weitere fünf Jahre in ihrem Amt bestätigt.

## Wappen
Das ehemalige Dautenheimer Wappen zeigt in Anlehnung an eine ehemalige Kapelle in Dautenheim, die dem heiligen Nikolaus geweiht war. Die drei Zeichen (drei Punkte) auf dem weißen rechteckigen Feld sind charakteristisch für die Darstellung des Heiligen. Sie stellen drei Goldklumpen bzw. drei Geldbeutel dar, mit denen dieser drei Mädchen vor der Prostitution bewahrt haben soll. Das Wappen wurde pseudomodern gestaltet, weshalb die normale Kugelform nicht mehr erkennbar ist. Noch bis 1960 findet sich ein anderes Wappen für Dautenheim.

## Sport
In Dautenheim befindet sich ein Rasen-Fußballplatz sowie eine Turn- und Gemeindehalle.

## Wirtschaft und Infrastruktur
Ländlich geprägte Weinbaugemeinde. Von einer Vielzahl ehemaliger Weingüter bieten heute noch 2 Weingüter Weine aus eigener Abfüllung und Hofverkauf an. In Dautenheim existiert seit einigen Jahren ein Winzerhotel. Der Pharmakonzern Eli Lilly kündigte 2023 an eine Produktionsstätte für Medikamente in Dautenheim zu errichten, die Arbeitsplätze für 1000 Mitarbeiter bieten soll.

## Kultur und Veranstaltungen
Bedeutendste jährliche Veranstaltung ist die Kerb, die immer am ersten Wochenende im Juli stattfindet. Weiterhin richtet die Gemeinde jedes Jahr im Sommer ein „Wäldchesfest“ im kleinen Waldstueck des Dorfes aus.
Siehe auch: Liste der Kulturdenkmäler in Alzey-Dautenheim

## Verkehr
Der Stadtteil gehört dem Verkehrsverbund Rhein-Neckar (VRN) an. Für Verbindungen aus dem und in das Gebiet des Rhein-Nahe-Nahverkehrsverbunds (RNN) kann auch dieser Tarif bis Alzey angewendet werden.